# 答えは動物が知っている
『答えは動物が知っている』（こたえはどうぶつがしっている）は、TBS系列で放送されたバラエティ番組・特別番組である。動物には考える力があるのだろうか。出演者と動物が協力して、答えを導き出していく人気バラエティ。

## 出演者

### 動物界の使者
- 田中直樹
- テリー伊藤
- ホラン千秋

### 解説・監修
- 竹内久美子

### お悩み人
- アレクサンダー
- 稲田直樹（アインシュタイン）
- KABA.ちゃん
- 川崎希
- バイきんぐ（小峠英二・西村瑞樹）
- 三浦マイルド

## ネット局
| 放送対象地域   | 放送局                | 系列    | 放送日時                     | 遅れ日数  |
| -------------- | --------------------- | ------- | ---------------------------- | --------- |
| 関東広域圏     | TBSテレビ（TBS）      | TBS系列 | 2014年4月7日 23:53 - 翌1:08  | 制作局    |
| 岡山県・香川県 | 山陽放送（RSK）       | TBS系列 | 2014年4月22日 23:53 - 翌1:08 | 15日遅れ  |
| 熊本県         | 熊本放送（RKK）       | TBS系列 | 2014年7月3日 0:03 - 1:18     | 86日遅れ  |
| 山形県         | テレビユー山形（TUY） | TBS系列 | 2014年10月8日 23:53 - 翌1:08 | 183日遅れ |
| 福岡県         | RKB毎日放送（RKB）    | TBS系列 | 2014年10月9日 0:53 - 2:15    | 183日遅れ |

## 主なスタッフ
- プロデューサー：酒井祐輔、樋江井彰敏
- 構成：堀江利幸、武田郁之輔
- 総合演出：寺田裕樹
- 製作：TBS